# 歐坦
欧坦（法語發音：[otœ̃] ⓘ），法国中东部城市，勃艮第-弗朗什-孔泰大区索恩-卢瓦尔省的一个市镇，也是该省副省会，下辖欧坦区。欧坦位于阿魯河左岸，莫尔旺山的东南部，属于浅丘地貌，市区地形较为平坦。欧坦是法国历史最悠久的城市之一，由罗马人选址并修建，其名称即来源于罗马帝国的开国皇帝奥古斯都。欧坦的建城历史超过2000年，并在至少2个多世纪内为欧洲最大的城市之一，被称为“勃艮第之魂”（Cœur de Bourgogne），如今城内仍保留了大量的古罗马建筑遗迹。欧坦人口稀疏、环境优美，市区的南北两侧为丘陵和山区，森林和田地相间分布，并夹杂着很多小型牧场和农舍，河流和小溪没有大规模人工改造的痕迹，这些都属于具有代表性的法兰西中部地区的农村景观。

## 行政区划
欧坦是法国索恩-卢瓦尔省（71省）的一个市镇，也是该省的一个副省会。
在法国，法定的行政区划仅有“省”（Département）和“市镇”（Commune）两个基本等级。在此基础之上，省与省之间可以自由组成“大区”（Région），而市镇之间既可以组成相对稳定的“区”（Arrondissement）和“县”（Canton），同时又可以跨区县甚至跨省进行新的组合，形成“市镇联合体”（Intercommunauté）、“都市区”（Unité Urbaine）、“城市圈”（Aire Urbaine）和“就业集中区”（Zone d'Emploi）等。不过，除了省和市镇之外，其它的行政级别在法国宪法当中没有明确的规定和说明，但这些行政区可以根据自身需要，行使一定的管理权、立法权、行政权以及财政拨款等。
欧坦和与其相邻的42个市镇组建了大欧坦-莫尔旺公共社区（Communauté de communes du Grand-Autunois-Morvan），旨在协调这一地区的发展。
欧坦是法国索恩-卢瓦尔省（71省）的一个市镇，也是欧坦区（Arrondissement d'Autun）的行政中心（Chef-lieu），即副省会。根据2015年的法国最新行政区划方案，欧坦地区共包括4个完整的县（Canton），以及另外4个区县的其中部分市镇，共计83个市镇，总面积1900k㎡，总人口为88316人（2011年数据）。
值得注意的是，在法国，“县”的划分主要是为了投票或选举，并没有太多实际的作用，而日常的市政建设和管理则主要由“大区”、“省”或者“市镇”协调负责。
以下为欧坦区的所有县及市镇。
- 欧坦第一县（Canton d'Autun-1）
- 欧坦第二县（Canton d'Autun-2）
- 勒克勒佐第一县（Canton du Creusot-1）
- 勒克勒佐第二县（Canton du Creusot-2）

以下县的部分市镇属于欧坦地区：
- 布朗济县（Canton de Blanzy），该县共有17个市镇，其中包括布朗济县政府驻地在内的2个市镇属于欧坦区。
- 沙尼县（Canton de Chagny），该县共有27个市镇，其中12个市镇属于欧坦区。
- 格尼翁县（Canton de Gueugnon），包括20个市镇，其中7个市镇属于欧坦区。
- 蒙索莱米讷县（Canton de Montceau-les-Mines），包括2个市镇，其中1个市镇属于欧坦区。

## 地理环境

### 位置
欧坦（北纬46.95度，东经4.29度）位于法国中东部，勃艮第-弗朗什-孔泰大區的中南部和索恩-卢瓦尔省的西北部。
以欧坦的正东方向，顺时针与其接壤的区（Arrondissement）及所属省份编号依次为：
- 博讷区（Beaune），21省
- 索恩河畔沙隆区（Chalon-sur-Saône），71省
- 沙罗勒区（Charolles），71省
- 希农堡区（Château-Chinon），58省

### 地形

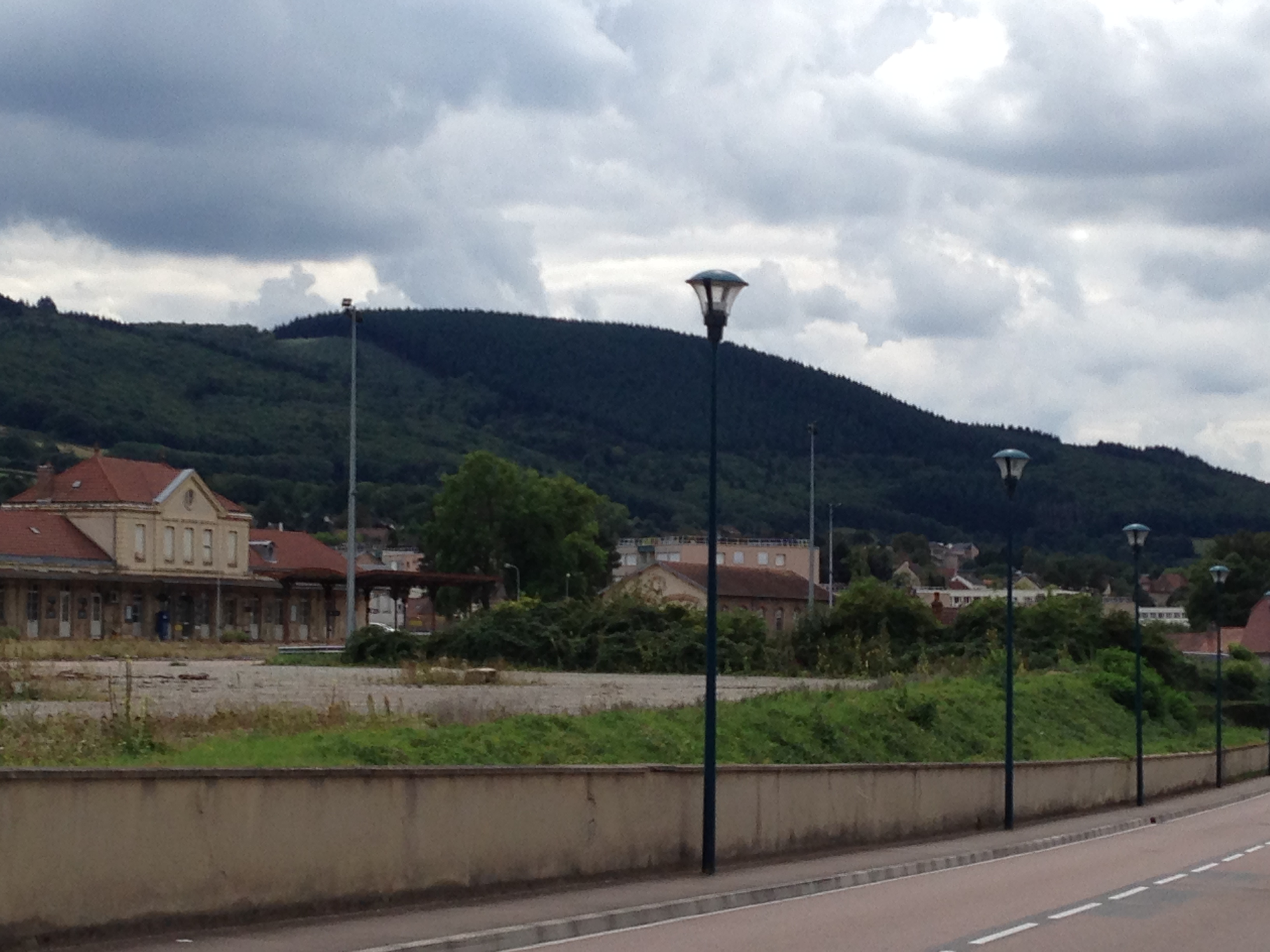

欧坦位于法国莫尔旺山（Morvan）的东南侧。从广义上讲，莫尔旺山属于中央高原的东北延伸部分，其形成年代久远，风化严重，主要的地表形态为丘陵。欧坦市区坐落在莫尔旺山东南侧大约10公里处，一般情况下在欧坦市区都能望见莫尔旺山。欧坦的东北部为平原和坡地，南侧则为欧坦山（La Montagne Autunoise，有些地方又称为Planoise），最高峰为恶魔顶（La Coiffe au Diable），海拔为604米。欧坦市区地势较为平坦，大致由北向南逐渐抬高，海拔在290~345米之间。整个欧坦地区的海拔则在258~901米之间。

### 地质
欧坦市区坐落在阿鲁河畔的冲积平原上，河岸地区的地表主要被河流沉积物覆盖，包括软泥（Limon）、砂石（Gravier）和砂砾（Galet）等；而市区内则主要为砂岩和砾岩。欧坦市区南部的丘陵上主要岩石成分为含有长石（Feldspath）的砂岩以及富含钾盐和氧化铝的花岗岩。
此外，在地质学上，“欧坦阶”（Autunien）又名奥图阶，对应古生代二叠纪当中的一个时期，大约为距今2.989亿年前到距今2.95亿年前。其命名依据来源于欧坦东北部的欧坦片岩（Schiste d'Autun）。

### 水文

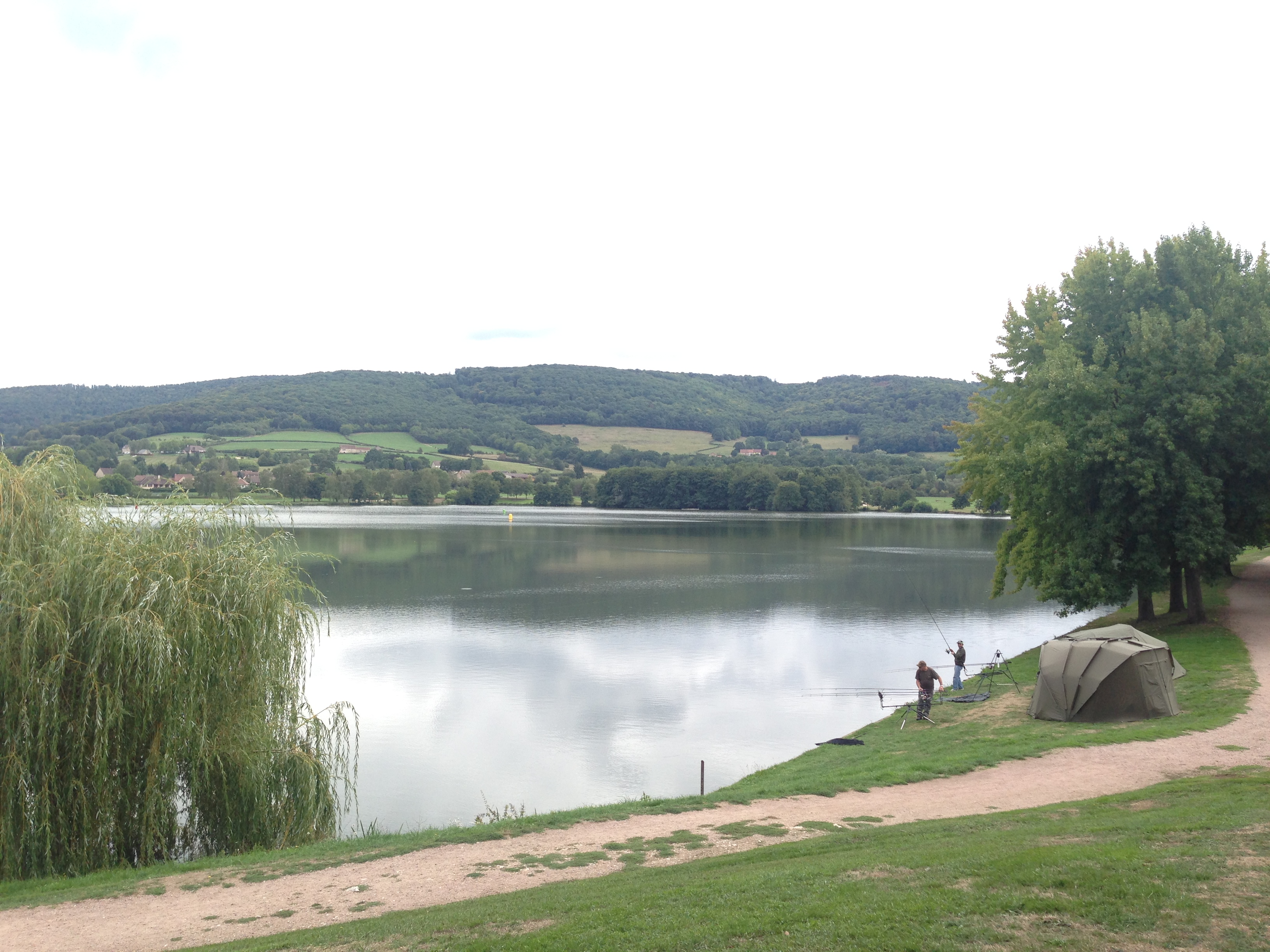

阿鲁河自东北向西南流经欧坦市区北部，该河属于法国第一大水系——卢瓦尔河水系。阿鲁河在欧坦附近的宽度在20~30米左右，冬季径流量明显大于夏季。
阿鲁河的右岸支流泰尔南河（Le Ternin）发源于莫尔旺山区，自北向南注入阿鲁河，平均宽度仅10米。
欧坦市区东部大约1.5公里处有一个大型的人工水库——瓦隆水库（Plan d'Eau du Vallon），面积大约0.11平方公里。该水库四周有大量植被覆盖，并有环湖步道。该水库通过布里斯库溪（Ruisseau de Brisecou）与阿鲁河连接。

### 气候
欧坦地区属于带有大陆性特征的温带海洋性气候。夏季不是很热但比较干燥；冬季湿润，偶尔会有极端低温出现。

## 历史
欧坦是法国历史文化名城。这座深藏于西欧腹地的城市，是法国建城历史最久的城市之一，也是整个勃艮第的灵魂之所在。

### 埃杜维人与罗马人
欧坦城市的出现，最早出现于公元前五世纪。当时，欧坦地区是埃杜维人（Éduen）的活动范围。埃多温部落属于高卢人的一支，其活动范围大致为现今阿列河与索恩河之间，其首府为比布拉克特（Bibracte，城址大致位于欧坦西北方向20多公里的莫尔旺山区内），而最大的工商业城市则为索恩河畔的港口城市卡维洛努姆（Cavillonum，即现在的索恩河畔沙隆）。
公元前1世纪，罗马人北上，埃杜维人主动投诚于罗马帝国并与其结盟，使得埃杜维成为了罗马人在高卢地区的第一个部落。罗马人占领了这片土地之后，对其西边的阿尔维尼地区发动了大规模的战役，最终俘获了其首领维钦托利（Vercingétorix），并占领了这一地区。

### 奥古斯托杜努姆
大约公元前16~13年，罗马人为了加强对原有的埃杜维人活动地区的掌控，决定在此修建一座大型的城池。最终，罗马人将城址选定在了比布拉克特—卡维洛努姆大道与阿鲁河（L'Arroux）交汇的一块平地上，并以罗马帝国开国皇帝奥古斯都（Auguste）为名，将这座城市命名为奥古斯托杜努姆（Augustodunum），意为“奥古斯都的都城”，这一名称后来被拉丁化，形成了今天的“欧坦”（Autun）。

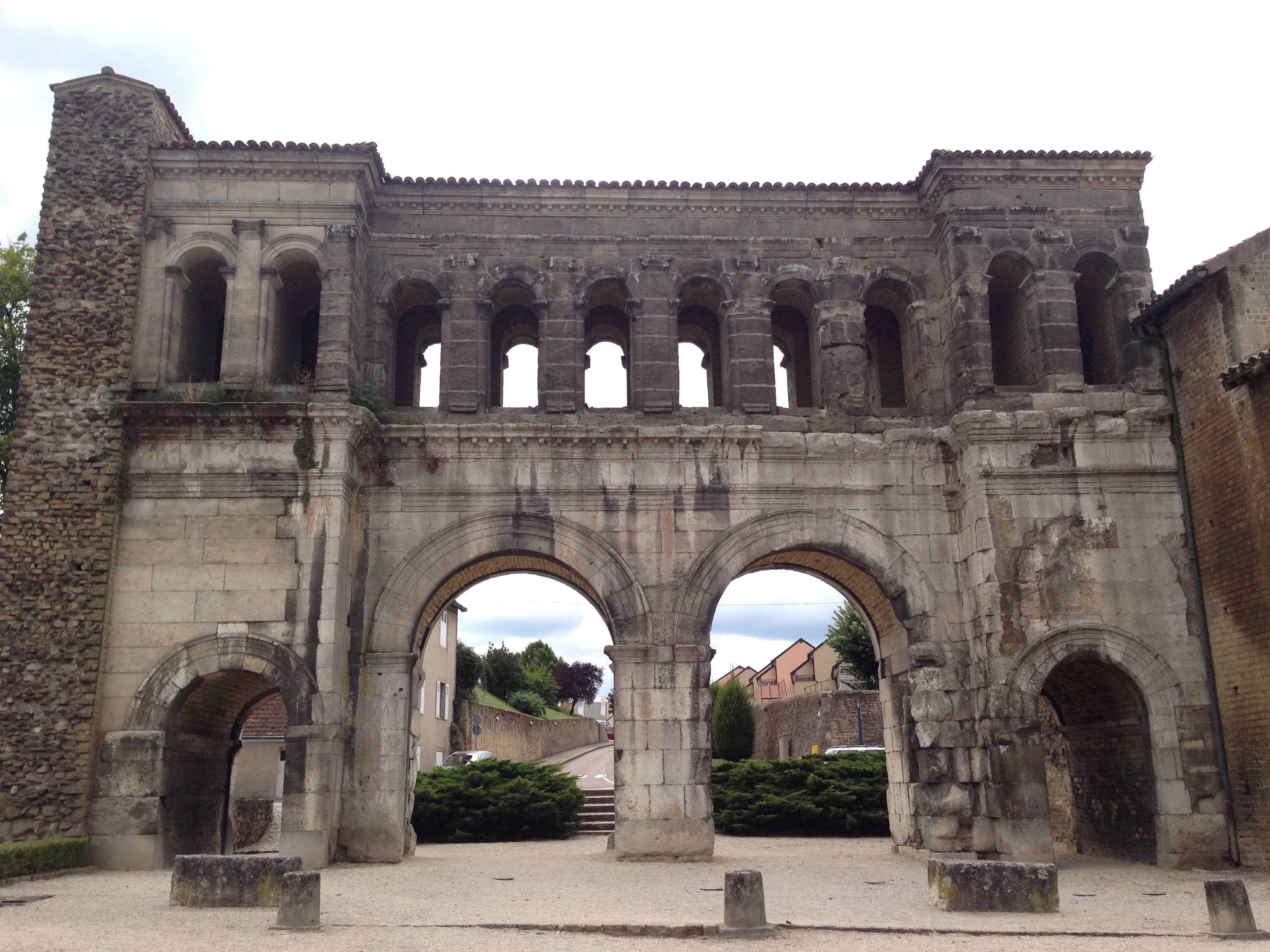

由于奥古斯都本人崇高的权利与威望，使得奥古斯托杜努姆吸引了周边大量的人口：原有的比布拉克特几乎消失，而卡维洛努姆依靠索恩河港口还勉强维持着一定的城市规模。根据史料记载，在其建城起后的至少两个多世纪内，奥古斯托杜努姆一直是欧洲最大的城市之一。在此期间，奥古斯托杜努姆城内建立了规模宏大的罗马斗兽场、歌剧院等建筑，以及四周高耸的城墙和城门，城外还建有雅努斯神庙。而以奥古斯托杜努姆为中心，向四周又开辟了多条“罗马大道”（Voie Romaine），可连接周边的主要城市。
公元3世纪时，罗马帝国内部开始分裂，大体上形成了东西两个罗马帝国。而奥古斯托杜努姆所属的高卢行省则进一步独立成为了“高卢帝国”。为了巩固帝国统治，罗马皇帝克劳狄二世以奥古斯托杜努姆为据点对高卢叛军进行了绞杀，最终使得帝国得到了名义上的统一，并实行了四帝共治制。公元5世纪末，随着西罗马帝国的灭亡和法兰克王国的建立，奥古斯托杜努姆再次被高卢人掌权，其名称被拉丁化，成为了“欧坦”。

### 中世纪
中世纪初期，欧坦曾受到撒拉逊人的骚扰。公元870年，时任欧坦伯爵的泊松（Boson）以欧坦为都城，一路向南扩张，建立了普罗旺斯公国（Royaume de Provence），泊松的弟弟理查德（Richard）以普罗旺斯公国为基础，于898年建立勃艮第侯国（Marquis de Bourgogne），并于921年建立勃艮第公国。首都由欧坦迁至第戎，且之后一直未变。
中世纪中期，欧坦成为了圣雅各之路上的重要一站。带有典型的勃艮地罗马式风格的欧坦主教座堂（Cathédrale Saint-Lazare d'Autun）于公元12世纪中叶建成。

### 现代
工业革命时期，随着社会结构的改变，越来越多的人选择在巴黎、第戎、索恩河畔沙隆等地定居，欧坦地区的人口开始大规模的下降。
1900年，欧坦地区修建了一条由欧坦前往希农堡的米轨铁路，被成为塔科（Tacot）。这条铁路主要为开采森林资源而建，沿途大部分为莫尔旺山区，路线曲折，速度慢且运量小。1936年，这条铁路已完全废弃。
十九世纪时，欧坦附近发现了大量的煤炭（Charbon）资源，并衍生出大量的煤矿。上世纪50年代后，这些煤矿均已关闭。

## 政治
- 现任市长

现任欧坦市长为文森特·肖韦，他是民主运动 (法国)（MoDem）的成员。
- 二战后历届欧坦市长名单

| 上任年代 | 卸任年代 | 市长                   | 所属党派        |
| -------- | -------- | ---------------------- | --------------- |
| 1947     | 1965     | Jean René Monrose      | （不详）        |
| 1965     | 1969     | Pierre Vieillard-Baron | 混杂右翼        |
| 1969     | 1995     | Marcel Lucotte         | 法国民主联盟    |
| 1995     | 2001     | Didier Martinet        | 法国社会党      |
| 2001     | 2017     | Rémy Rebeyrotte        | 混杂左翼        |
| 2017     | （现任） | 文森特·肖韦            | 民主运动 (法国) |

## 经济收入
作为一座被绿色包围的城市和著名的历史文化古城，欧坦市区聚集了大量的离退休人员（42.8%），而中产阶级家庭则主要分布在周边地区，因此欧坦市区的人均收入并不高。
从单个的市镇来看，2011年，欧坦的人均月工资为2024欧元，家庭月平均可支配收入的中位数为1856欧元，后者在法国36717个市镇中排名第28903位，低于索恩-卢瓦尔省平均水平（2193欧元）、勃艮第大区的平均水平（2264欧元）和法国本土的平均水平（2410欧元）。
2011年，欧坦的家庭月平均消费水平为1408欧元，在法国36717个市镇中排名第23625位，低于索恩-卢瓦尔省平均水平（1508欧元）、勃艮第大区平均水平（1558欧元）和法国本土的平均水平（1602欧元）。
从整个欧坦城市圈范围来看，欧坦地区的中产阶级主要居住在欧坦东部的一些市镇，比如欧克西（Auxy）、屈尔吉（Curgy）等地。

## 交通
欧坦位于法国国道N80线和N81线的交汇处，此外还有多条省道连接周边地区。以下为以欧坦为中心，前往主要城市的公路里程：
- 距离巴黎（Paris）294公里（79公里为省道，其余为高速公路）
- 距离里昂（Lyon）171公里（103公里为省道和国道，其余为高速公路）
- 距离马赛（Marseille）496公里（103公里为省道和国道，其余为高速公路）
- 距离马孔（Mâcon）105公里（省道和国道）
- 距离第戎（Dijon）86公里（高速公路和省道各占一半左右）
- 距离索恩河畔沙隆（Chalon-sur-Saône）53公里（省道）
- 距离讷韦尔（Nevers）102公里（省道）
- 距离欧塞尔（Auxerre）129公里（79公里为省道，其余为高速公路）
- 距离博讷（Beaune）49公里（省道）
- 距离勒克勒佐（Le Creusot）25公里（国道）
- 距离希农堡（Château-Chinon）35公里（省道）

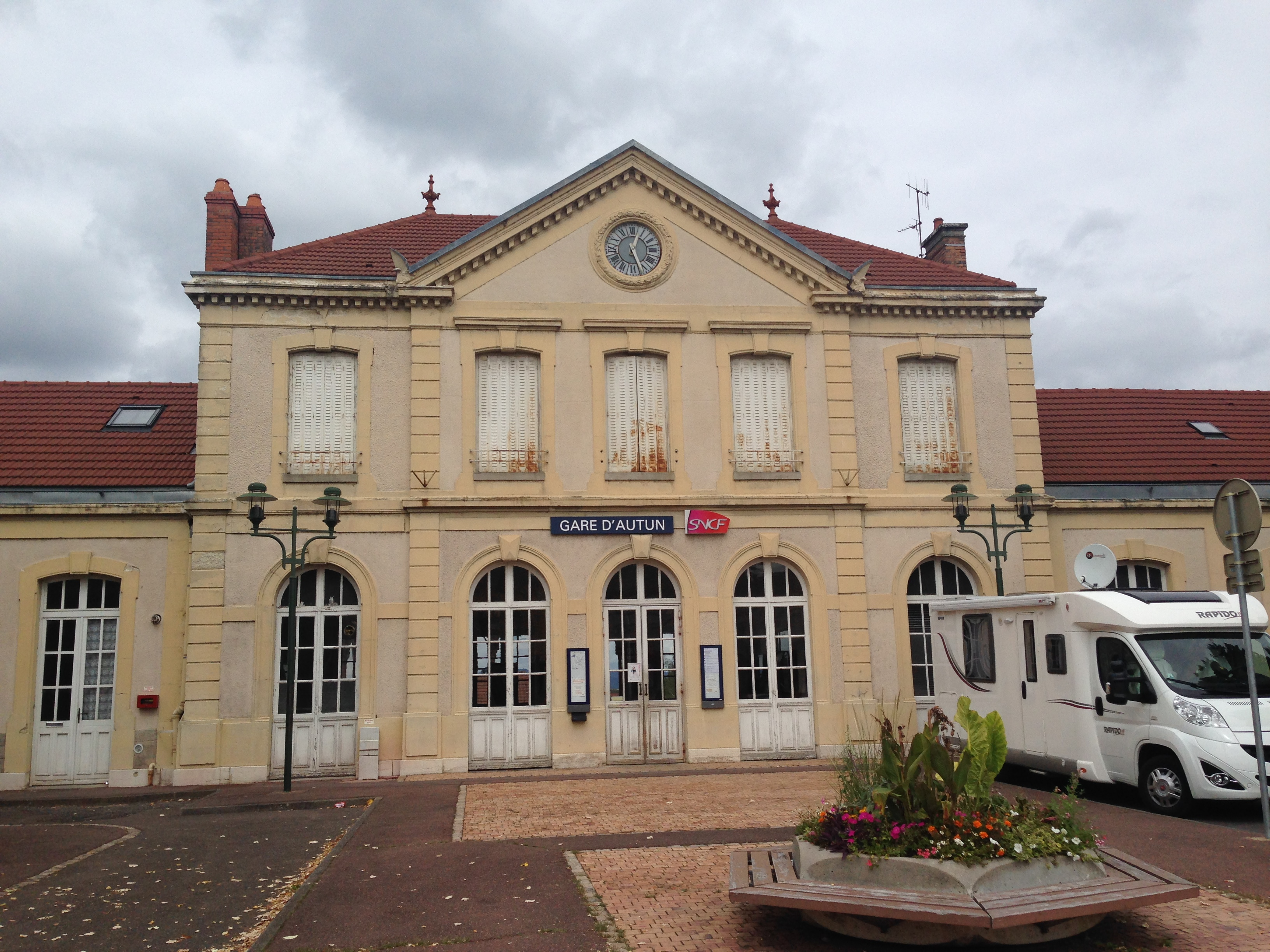

索恩-卢瓦尔省客运公司（Buscéphale）提供由欧坦站出发前往索恩河畔沙隆（索恩沙隆站）、沙尼（Chagny）、希农堡（仅周一至五）、勒克勒佐、阿瓦隆（Avallon，仅每周末）以及勒克佐TGV站等地的大巴车，票价均为1.5欧元。
欧坦站位于欧坦市区北部，周一至五每天早上有前往讷韦尔和第戎站的TER列车，并可联程中转前往法国各地。此外，在欧坦东南大约36公里处的“勒克勒佐TGV站”乘坐TGV列车，1小时即可到达巴黎里昂站和里昂帕丢站，同时还可直达巴黎戴高乐机场。
欧坦市区有两条公交线，仅周一至五学生上课期间运行。

## 教育
截止2015年，欧坦共有7所小学，4所初中和3所普通高中。另外还有著名的欧坦军校（Lycée militaire d'Autun）。

## 旅游景点

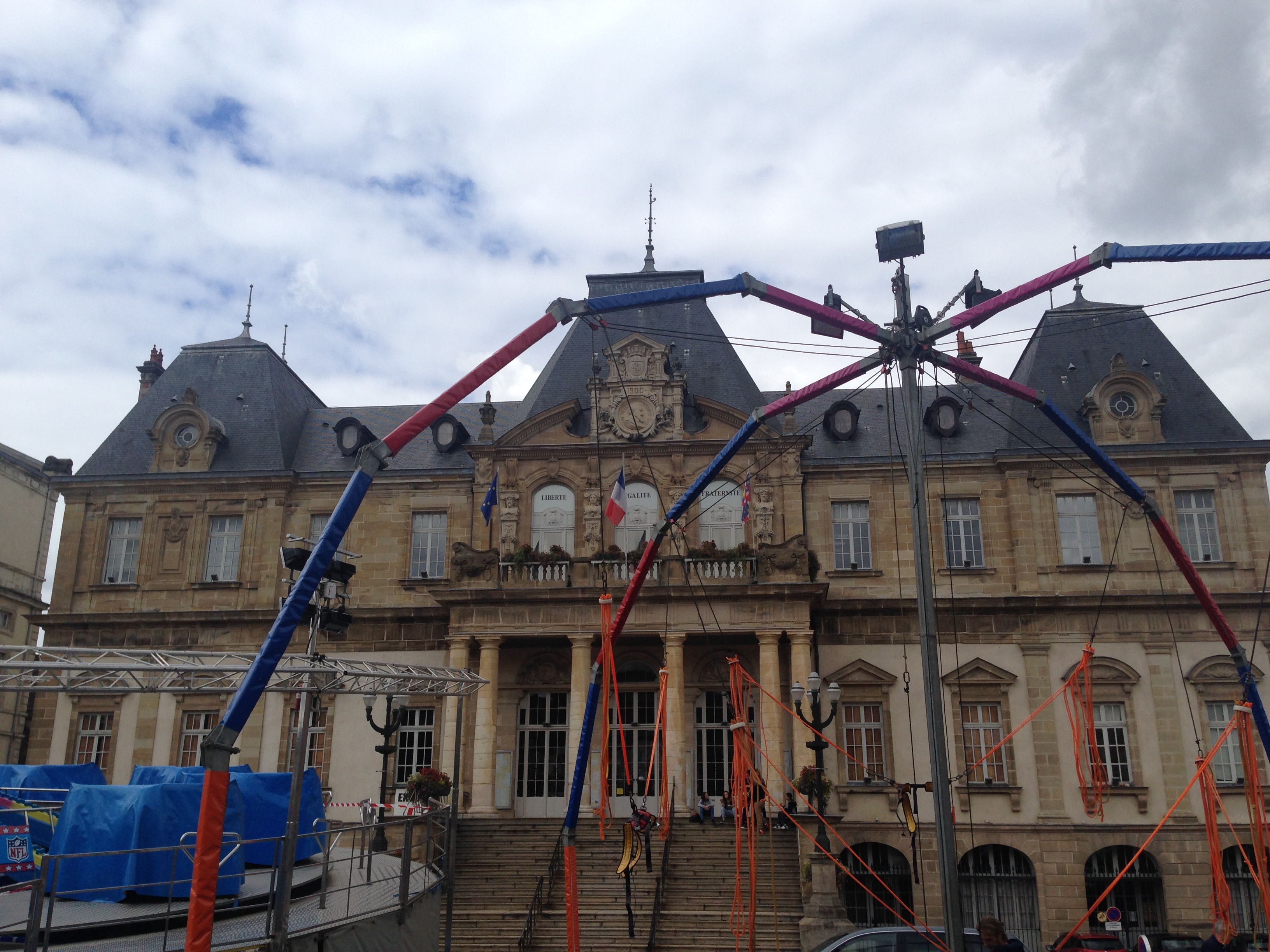

奥古斯托杜努姆城址（Augustodunum）。其具体历史详见前面的“历史”当中的“奥古斯托杜努姆”章节。现欧坦城内仍留有不少奥古斯托杜努姆城址遗迹，包括：阿鲁门（Porte d'Arroux）、圣安德烈门（Porte Saint-André）、罗马大剧院（Théâtre Romain）、雅努斯神庙（Temple de Janus）、库阿尔塔（Pyramide de Couhard）以及一段城墙。
欧坦圣安多什修道院（Abbaye Saint-Andoche d'Autun），建于公元6世纪。
欧坦主教座堂，建于公元1120~1146年间，是天主教欧坦教区的主教坐堂，也是圣雅各之路上的重要一站。早在1840年就被列入法国文物保护单位。
欧坦圣皮埃尔-莱斯特里耶教堂（Église Saint-Pierre-l'Estrier d'Autun），是一座私人教堂，1979年被列入法国文物保护单位。
欧坦市政厅（Hôtel de Ville d'Autun），位于欧坦市中心，法国文物保护单位。
瓦隆水库（Plan d'Eau du Vallon），位于欧坦市区东部大约1.5公里，是一个人工湖泊，四周为开放式的绿地公园和步道。
阿鲁门野营地（Camping de la Porte d'Arroux），位于欧坦市区北部的阿鲁门外，阿鲁河与特尔南河交汇处内侧。
罗兰博物馆（Musée Rolin），位于欧坦市区，馆内展品以尼古拉·罗兰（Nicolas Rolin）为主题，包括《宰相罗兰的圣母》。

## 集市
欧坦每周都有集市，地点位于市中心的欧坦市政厅广场。
每周三7:00~13:00：食品交易集市（Marché Alimentaire）
每周五7:00~13:00：综合性集市（Grand Marché）

## 名人

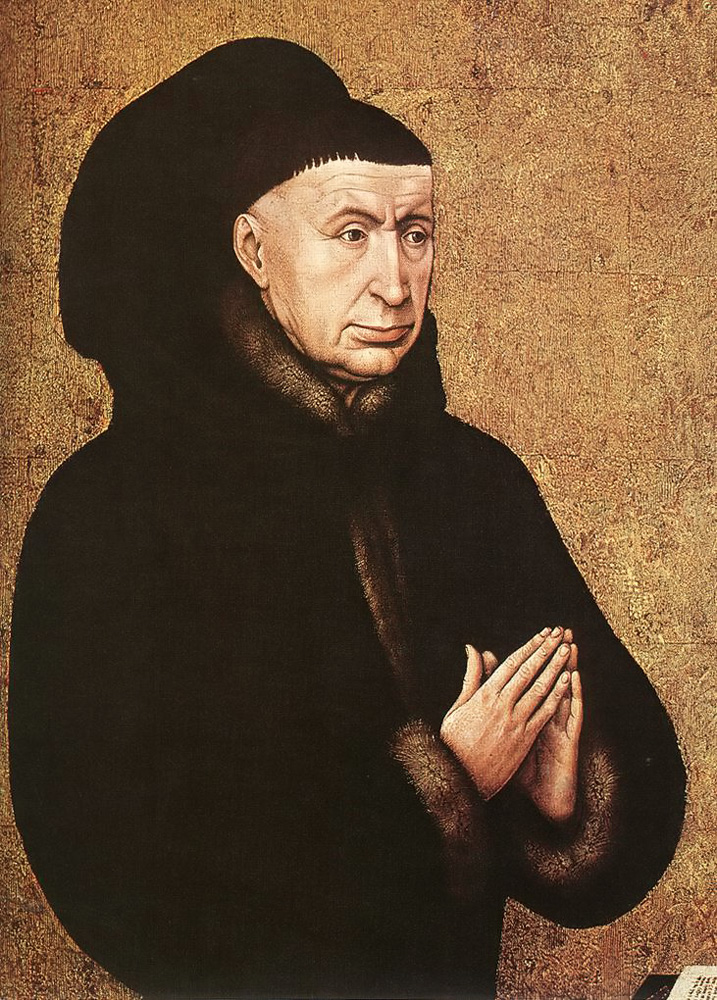

- 尼古拉·罗兰（Nicolas Rolin）（1376~1462），庄园主、法兰克王国的宰相和大法官（Chancelier）。

- 蒋友仁（1715~1774），字德翊，又名潘廷章。法国传教士，天文学、地理学、建筑学家。

## 友好城市
- 莱茵河畔英格尔海姆（德国）（1963年）
- 斯蒂夫尼奇（英国）（1975年）
- 川越市（日本）（2002年）
- 阿雷瓦洛（西班牙）（2005年）
- 成华区（中国）（2018年）

## 外部連結
- Official website （页面存档备份，存于） （法文）
- Visiting Autun (tourist map and photos) （页面存档备份，存于）
- Adrian Fletcher’s Paradoxplace – Autun Cathedral St-Lazare Photo Pages
- The Stevenage-Ingelheim-Autun Association